# Duale kegel
Een duale kegel {\displaystyle C^{*}} van een deelverzameling {\displaystyle C} in een Euclidische ruimte {\displaystyle \mathbb {R} ^{n}} is de verzameling
{\displaystyle C^{*}=\left\{y\in \mathbb {R} ^{n}:y\cdot x\geq 0\quad \forall x\in C\right\},}
waar "·" het inwendig product is. 
{\displaystyle C^{*}} is altijd een convexe kegel, zelfs als {\displaystyle C} niet convex is, of zelfs ook maar een kegel.